# 유인태
유인태(柳寅泰, 1948년 9월 5일~)는 대한민국의 정치인이다. 제14·17·19대 국회의원을 지냈으며 참여정부 초대 정무수석비서관을 지냈으며 제32대 국회 사무총장이다. 영화 감독인 유인택은 그의 친동생이다.

## 약력
- 1948년 충청북도 제천 출생
- 1961년 혜화국민학교 졸업
- 1964년 경기중학교 졸업
- 1967년 경기고등학교 졸업
- 1968년 서울대학교 사회학과 합격
- 1974년 민청학련 사건으로 체포 뒤 4년 5개월 복역[2]
- 1981년: 덕명실업 대표이사
- 1988년: 한겨레민주당 노원구 갑 지구당위원장
- 1992년 5월~1996년 5월: 제14대 국회의원(서울 도봉구 갑, 민주당→통합민주당, 초선)
- 2003년 2월~2004년 2월: 대통령비서실 정무수석비서관
- 2004년 5월~2008년 5월: 제17대 국회의원(서울 도봉구 을, 열린우리당→대통합민주신당→통합민주당, 재선)
- 2005년 3월: 열린우리당 서울특별시당 위원장
- 2006년: 국회 행정자치위원회 위원장
- 2007년 8월~2008년 2월: 제17대 대통합민주신당 최고위원
- 2008년 2월~2008년 5월: 제17대 통합민주당 최고위원
- 2012년: 법원의 재심을 통해 민청학련 사건 무죄 판결[3]
- 2012년 5월~2016년 5월: 제19대 국회의원(서울 도봉구 을, 민주통합당→민주당→새정치민주연합→더불어민주당, 3선)
- 2014년 6월: 새정치민주연합 인재영입위원장
- 2018년 3월~2018년 6월: 코오롱글로벌 사외이사
- 2018년 7월~2020년 6월: 제32대 국회사무총장(장관급)
- 2021년 2월~2021년 11월: 국회 국민통합위원회 정치분과위원장

## 가족
- 동생: 유인택
- 배우자: 이혜경
- 자녀: 2남

## 역대 선거 결과
|  | 8.39% |

|  | 40.88% |

|  | 25.91% |

|  | 22.18% |

|  | 47.37% |

|  | 45.94% |

|  | 51.06% |

## 소속 정당
| 소속 정당 | 소속 정당      | 소속 기간 | 비고           |
| --------- | -------------- | --------- | -------------- |
|           | 한겨레민주당   | 1988~1991 | 창당 정계 입문 |
|           | 무소속         | 1991      | 정당 해산      |
|           | 민주당         | 1991~1995 | 입당           |
|           | 통합민주당     | 1995~1996 | 합당           |
|           | 민주당         | 1996~1997 | 당명 변경      |
|           | 무소속         | 1997      | 탈당           |
|           | 새정치국민회의 | 1997~1999 | 입당           |
|           | 무소속         | 1999~2000 | 탈당           |
|           | 한나라당       | 2000      | 입당           |
|           | 무소속         | 2000      | 탈당           |
|           | 새천년민주당   | 2000~2003 | 복당           |
|           | 무소속         | 2003~2004 | 탈당           |
|           | 열린우리당     | 2004~2007 | 입당           |
|           | 무소속         | 2007      | 탈당           |
|           | 대통합민주신당 | 2007~2008 | 창당           |
|           | 통합민주당     | 2008      | 합당           |
|           | 민주당         | 2008~2011 | 당명 변경      |
|           | 민주통합당     | 2011~2013 | 합당           |
|           | 민주당         | 2013~2014 | 당명 변경      |
|           | 새정치민주연합 | 2014~2015 | 합당           |
|           | 더불어민주당   | 2015~2018 | 당명 변경      |
|           | 무소속         | 2018~2020 | 탈당           |
|           | 더불어민주당   | 2020~현재 | 복당 정계 은퇴 |

## 같이 보기
- 도봉구 갑
- 도봉구 을
- 서울 도봉구의 국회의원
- 대한민국의 대통령비서실 수석비서관
- 대한민국의 국회사무총장